# Москворецкий мост (картина Коровина)
«Москворецкий мост» — картина русского художника Константина Коровина (1861—1939), написанная в 1914 году. Картина является частью собрания Государственного исторического музея. Размер картины — 104 × 134 см.

## История и описание

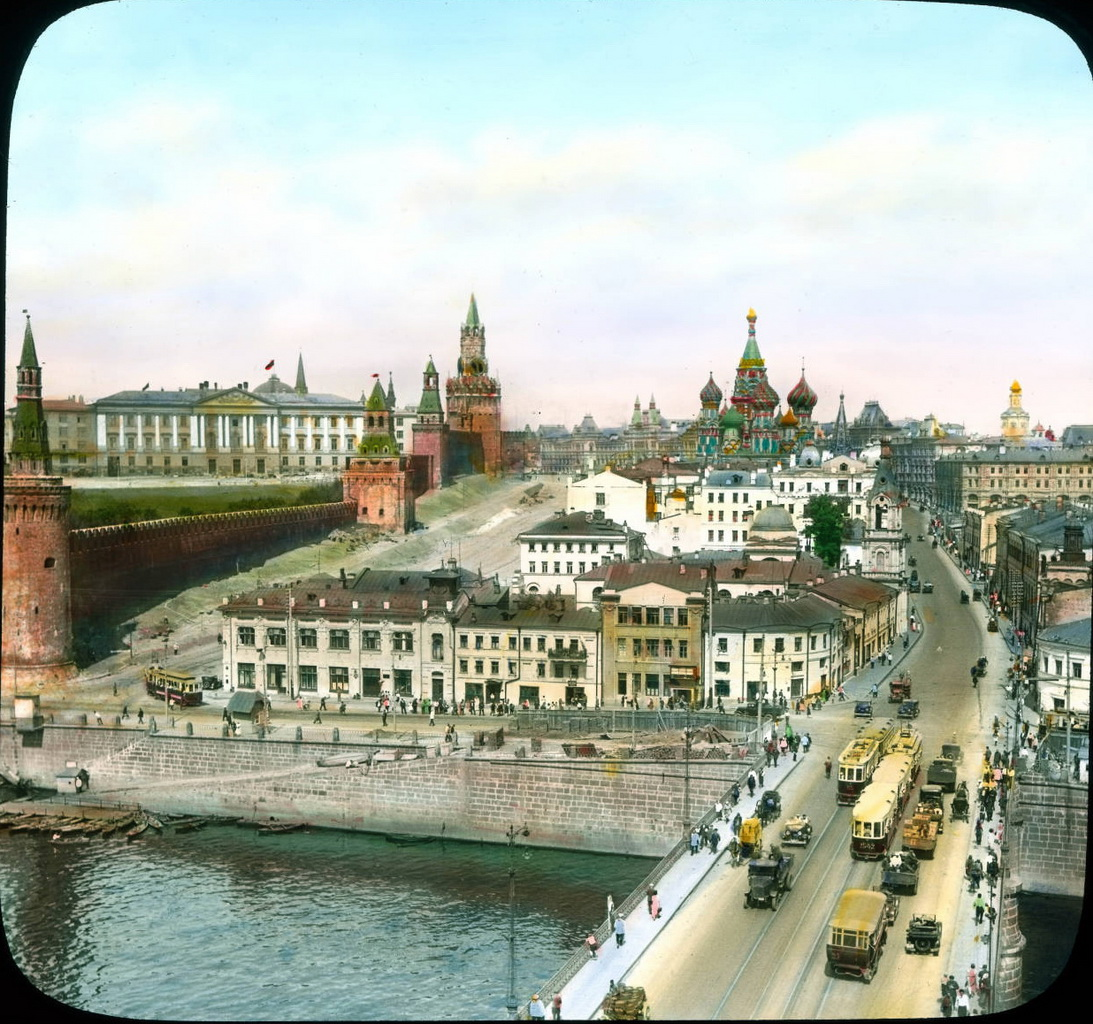
Вид на Москворецкую улицу и Васильевский спуск от Большого Москворецкого моста, начало 1930-х годов

Хотя Коровин был коренным москвичом, любившим свой родной город, в его картинах изображения Москвы встречались достаточно редко.
Картина «Москворецкий мост» представляет собой панораму с видом на Кремль, храм Василия Блаженного и дома, стоявшие на месте Васильевского спуска и не дожившие до сегодняшнего времени (они были разрушены в 1936 году) — включая белую колокольню храма Николая Чудотворца Москворецкого, которая была расположена на старой, ныне не существующей части Москворецкой улицы.
На переднем плане — Москва-река и старый Москворецкий мост, в том виде, в котором он был с начала 1870-х годов до 1938 года, когда был сооружён нынешний Большой Москворецкий мост. Картина выполнена художником в светлых, солнечных тонах. По мосту едет трамвай, а по тротуару вдоль перил идут люди, нарисованные художником в размашисто-импрессионистском стиле.
Композиция картины со свободным передним планом и плотной застройкой на другом берегу реки позволила художнику показать широкую перспективу московской городской панорамы того времени, с красивыми памятниками архитектуры, возвышающимися над другими строениями.

## Другие картины
Известен этюд Коровина к этой работе, под названием «Старая Москва» (написанный в 1913 году), на котором представлена правая часть композиции будущей картины. Этот этюд находится в коллекции Северо-Осетинского республиканского художественного музея имени М. С. Туганова во Владикавказе.
Интересно, что за 32 года до Коровина, в 1882 году, два похожих вида Кремля с Москворецким мостом написал Архип Куинджи. Эти картины сейчас хранятся в Государственном Русском музее в Санкт-Петербурге.

## Отзывы
Искусствовед Владимир Круглов писал, что пейзаж «Москворецкий мост» — солнечная картина, «редкое изображение Москвы в живописи Коровина». Он отмечал, что, «построенная на гармонии-контрасте старого и нового», эта картина «являет собой синтетический образ белокаменной столицы последних предреволюционных лет». Круглов писал, что «Москва воспринята художником как захватывающее зрелище», она запечатлена им «в ярком свете дня со всем многоголосьем её жизни». По словам Круглова, в этом полотне Коровин признавался в любви к своему родному городу, частью мира которого был он сам.
Художница Нина Ватолина в книге «Пейзажи Москвы» отмечала, что картина Коровина «Москворецкий мост» «так сочно, так полнокровно, так светозарно изображает Москву, её бело-розовое мартовское сияние, уют маленьких улиц, когда-то поднимавшихся от Москвы-реки к Василию Блаженному, глубокую синеву освобождённой ото льда реки, весёлую уличную сутолоку на узеньком старом мосту, что даже розовые стены Кремля глядятся по-домашнему просто, по-житейски красиво, по-московски уютно».